# Nuova registrazione 326
Nuova registrazione 326 è un singolo della cantante italiana Mara Sattei, pubblicato il 17 aprile 2019.

## Descrizione
Il brano, scritto dalla stessa cantante, è composto e prodotto da Davide Mattei, in arte Thasup.

## Video musicale
Il video musicale, diretto da Stefano Boen, è stato pubblicato in concomitanza all'uscita del brano attraverso il canale YouTube della cantante.

## Tracce
Testi di Sara Mattei, musiche di Davide Mattei.
1. Nuova registrazione 326 – 1:51